# Millettia warneckei
Millettia warneckei är en ärtväxtart som beskrevs av Hermann August Theodor Harms. Millettia warneckei ingår i släktet Millettia och familjen ärtväxter. IUCN kategoriserar arten globalt som sårbar. Inga underarter finns listade i Catalogue of Life.